# Poltys bhavnagarensis
Poltys bhavnagarensis är en spindelart som beskrevs av Patel 1988. Poltys bhavnagarensis ingår i släktet Poltys och familjen hjulspindlar. Inga underarter finns listade i Catalogue of Life.